# Wilhelm von Aquitanien

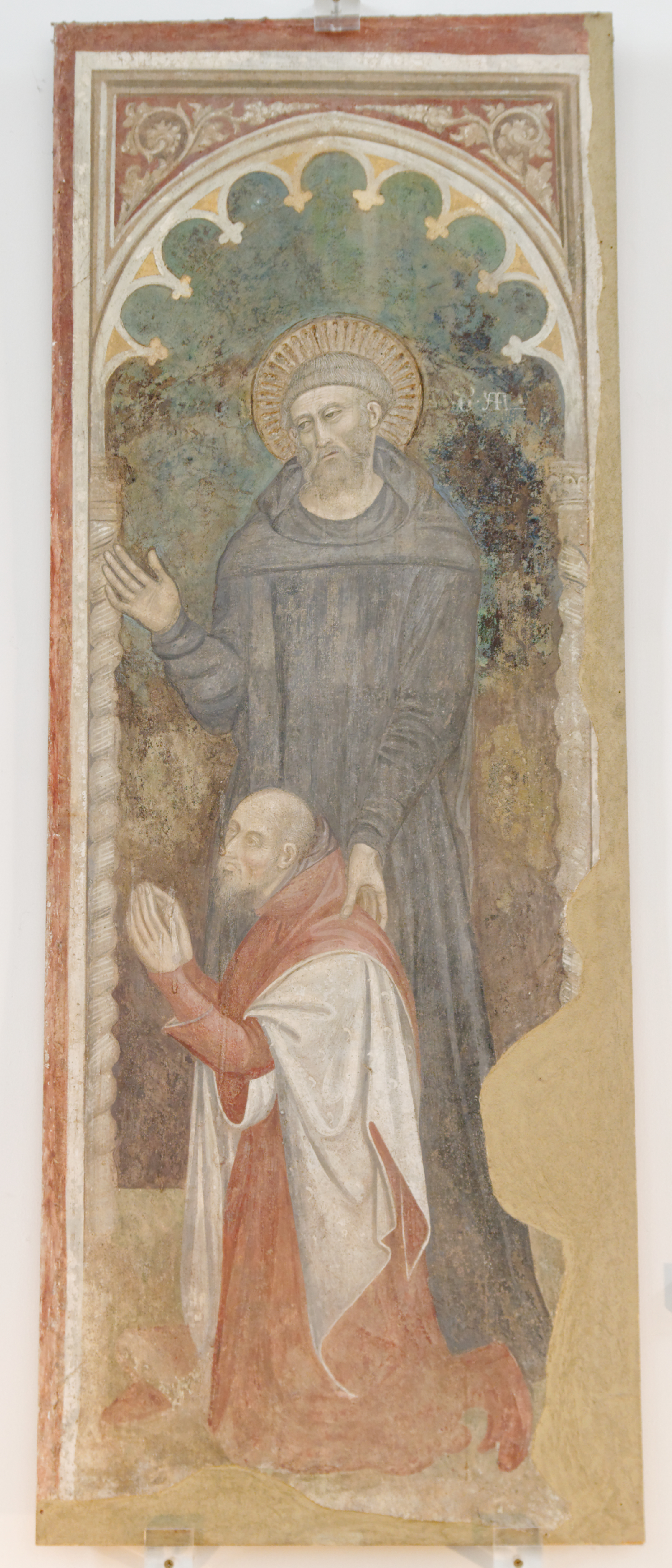
Wilhelm von Aquitanien (kniend), Stifterbildnis

Wilhelm von Aquitanien, auch „Wilhelm von Gellone“, „Wilhelm der Heilige“, „Wilhelm Kurznase“ (aquitanisch Guilhem oder französisch Guillaume; † wohl 28. Mai 812 in Gellone, heute Saint-Guilhem-le-Désert bei Montpellier in Frankreich) aus dem nach ihm benannten Hause der Wilhelmiden war von 790 bis zum Jahr 806, als er sich in ein Kloster zurückzog, Graf von Toulouse. Sein Nachfolger in Toulouse wurde Beggo I., dem im Jahr 811 dann auch die Grafschaft Paris anvertraut wurde. In der Katholischen Kirche wird er als Heiliger verehrt.

## Leben
Wilhelm war Sohn des Grafen Theodorich von Autun und dessen Frau Aldana, die vielleicht eine Tochter des fränkischen Hausmeiers Karl Martell war (was aber umstritten ist), womit er ein Vetter Karls des Großen gewesen wäre.
Karl der Große ernannte Wilhelm im Jahr 789/90 als Nachfolger des abgesetzten Grafen Chorso zum Grafen von Toulouse. In seiner Funktion als militärischer Befehlshaber führte er wohl den Titel eines dux, wenngleich sich dies nicht explizit in den Quellen nachweisen lässt. Eventuell war er für die Rückeroberung der Stadt Nimes verantwortlich, doch musste er 793 bei der Schlacht am Fluss Aude gegen ein größeres arabisches Heer eine Niederlage hinnehmen. In den Quellen wird jedoch immer wieder der Mut des Grafen betont, so auch bei den folgenden Auseinandersetzungen mit den Arabern. 801 eroberte er gemeinsam mit Ludwig dem Frommen die Stadt Barcelona, übte danach für kurze Zeit die Herrschaft in Katalonien aus. Die Vita Hludowici imperatoris Thegans berichtet zudem, dass ein Wilhelm im Jahr 801 bei Córdoba kämpfte, doch ist hier die Zuordnung zum Grafen von Toulouse unsicher.
Wilhelm wurde ein besonders enger Vertrauter des späteren Kaisers Ludwig während dessen Herrschaftszeit (reg. 813–840) in Aquitanien. In der Forschung wird zum Teil angenommen, dass Karl der Große den jungen Grafen gezielt in eine Vertrauensposition gesteuert hatte, um so auch Einfluss auf seinen Sohn auszuüben.
Im Dezember 804 gründete Wilhelm die Abtei Gellone, die er mit Mönchen aus dem nahegelegenen Aniane besiedelte. Das Kloster ist eine der Stationen auf der Via Tolosana, dem südlichsten der vier Jakobswege in Frankreich. Am 29. Juni 806 (so die Angabe in einer Heiligenvita) trat er selbst in das Kloster ein, jedoch nicht in führender Stellung, sondern blieb bis zu seinem Tod Einsiedler. Das Kloster trug anfangs den Namen St. Crucis nach einer Kreuzreliquie, die Karl der Große Wilhelm anlässlich seines Eintritts ins Kloster schenkte.

## Heiligsprechung und Verehrung

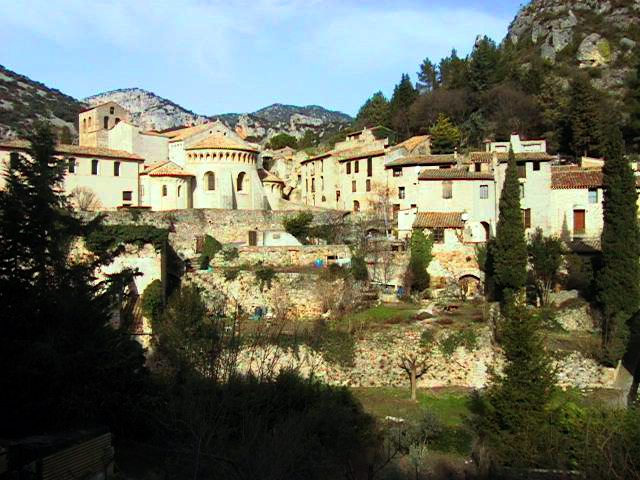
Die Klosteranlage von Gellone

Wilhelm starb in Gellone und wurde hier auch bestattet. Sein Grab wurde zum Wallfahrtsort; die erstmalige Erhebung seiner Gebeine geschah um das Jahr 1000.
Im Jahr 1066 erfolgte seine Heiligsprechung, das Kloster wurde ab dem 12. Jahrhundert nach ihm „Saint-Guilhem-le-Désert“ genannt. Im Jahr 1139 wurden die Reliquien Wilhelms in die Kirche transferiert. 
Wilhelms Gedenktag ist der 28. Mai. Er ist der Schutzpatron der Waffenschmiede.
Die Besiedlung Gellones durch Mönche aus Aniane führte im 11. Jahrhundert zum Streit zwischen den beiden Klöstern um die Frage, ob Gellone selbständig sei oder Aniane unterstehe. Der Streit wurde um 1092 durch Rom zugunsten Gellones entschieden, allerdings wurde der Urteilsspruch in Aniane wohl nicht akzeptiert.
Während der Französischen Revolution (1793) zerstreut, befinden sich die Überreste seiner Reliquien heute in der Basilika St-Sernin de Toulouse.

## Künstlerische Verarbeitung
Im Chanson de Guillaume, einem der großen Epen der Altfranzösischen Epik, wird der Held Guillaume d’Orange (oder Guillaume de courbe nez) verherrlicht, der auf Wilhelm von Aquitanien zurückgeht. Dieser Stoff wurde ca. 1210/1220 von Wolfram von Eschenbach in seinem „Willehalm“ ins Deutsche übertragen.

## Familie
Wilhelms Eltern sind aus mehreren Quellen bekannt. Über seine Geschwister und Kinder wird hingegen in den Urkunden Auskunft gegeben, die sich mit der Gründung der Abtei Gellone befassen. Diese Urkunden existieren in zwei Ausführungen und sind auf den 14. bzw. 15. Dezember 804 datiert, stammen aber tatsächlich aus dem 11. Jahrhundert und haben den Streit zwischen den Klöstern Gellone und Aniane zum Hintergrund; die Dokumente gehen wohl auf die (verlorene) Originalurkunde zurück, sind jedoch anscheinend so verfälscht, dass der ursprüngliche Inhalt kaum mehr feststellbar ist.
Nach diesen Urkunden waren seine Brüder Theudonius, Graf von Autun, Theodoricus und Adalhelm. Seine Schwestern hießen Albana und Bertana. Seine Ehefrauen waren Kunigunde und Guitburge/Witburg, wobei die Reihenfolge der Ehen nicht mehr feststellbar ist. Als seine Kinder werden nur Bernhard, Witcher, Gaucelm und Helinbruch angegeben.
Von der Forschung werden ihm elf Kinder zugeordnet. Vermutlich von Kunigunde stammen:
- Berà Graf von Rasès; † vor 814; ⚭ Romilla
- Witcher, 804 bezeugt; † wohl vor 824
- Hildehelm, 804 bezeugt; † wohl vor 824
- Helinbruch, 804 bezeugt; † wohl vor 824
- Herbert, 803 mit dem Vater vor Barcelona, 803/43 bezeugt
- Bernhard, 804/44 bezeugt, bis 830 Graf von Autun, bis 831 Markgraf von Septimanien, 834 in Burgund, 844 enteignet; ⚭ 24. Juni 824 in Aachen Dhuoda; † nach 2. Februar 843, Schwester von Aribert
- Gerberga (Gariberga), vermutlich identisch mit der Nonne, die 834 in Chalon-sur-Saône mit ihrem Halbbruder hingerichtet wurde

Aus der zweiten Ehe stammen wohl:
- Gaucelm, 804 bezeugt, vermutlich identisch mit dem Graf von Roussillon, der 834 in Chalon-sur-Saône mit seiner Schwester hingerichtet wurde.
- Teddericus (Dietrich) III.; † kurz nach 826, Graf von Autun
- Werner (Guarnierius)
- Rothlindis; ⚭ Wala (Karolinger)